# Meningite tuberculosa
Meningite tuberculosa (MTB) é uma infecção das membranas que envolvem o sistema nervoso central pelo bacilo Mycobacterium tuberculosis. Ocorrem em 1% dos cerca de 10 milhões de casos sintomáticos de tuberculose do mundo por ano, e é a variedade mais letal de tuberculose, com mortalidade de no mínimo 30% com tratamento óptimo.

## Causa
Mycobacterium tuberculosis entram no hospedeiro por inalação de gotículas e crescem dentro dos pulmões, eventualmente disseminação para os gânglios linfáticos locais. Se o sistema linfático está debilitado passam para o sangue e espalham para todo o corpo, formando focos (focos de Rich) nas meninges que crescem, se rompem e se espalham causando comprometimento do sistema nervoso das áreas próximas ao foco. 

## Sinais e sintomas
Os sintomas começam gradualmente, se acumulam com os sintomas de outras tuberculoses e duram de semanas a meses e incluem : 
- Febre e calafrios
- Confusão mental
- Náuseas e vômitos
- Sensibilidade à luz (fotofobia)
- Forte dor de cabeça
- Estado de consciência alterado
- Torcicolo (meningismo)

## Tratamento
O tratamento começa com isoniazida, rifampicina, pirazinamida e etambutol durante dois meses, e continua com isoniazida e rifampicina por mais dez meses. Corticosteroides podem ajudar a reduzir o risco de problemas neurológico e morte. 